# اندیس قلع وتنگستن محمدآباد زاهدان
قلع وتنگستن محمدآباد زاهدان یک اندیس فلزی است که در حوالی شهر تله سیاه استان سیستان و بلوچستان قرار دارد و مادهٔ معدنی موجود در آن، قلع وتنگستن است.سنگ میزبان این اندیس گرانیتوئید است و دیرینگی آن به دوران کرتاسه بالایی می‌رسد. در این اندیس، پاراژنز‌های تورمالین یافت می‌شوند.